# دول حوض نهر السنغال
يعتبر نهر السنغال من أطول الأنهار في قارة أفريقيا، يمر من عنده  ٤ دول وهم:
- السنغال
- مالي
- موريتانيا
- غينيا[1][2]

دول حوض نهر السنغال باللون الأحمر

يبدأ النهر من دولة غينيا وهي المنبع الرئيسي للنهر من هضبة فوته جالو ثم مالي ثم السنغال ثم موريتانيا  ثم يصب في نهاية رحلته بالقرب من مدينة سانت لويس في المحيط الأطلسي, قاطعا خلالها مسافة تقدر بحوالي 1790 كيلومتر, وهي مقدار الطول الإجمالي للنهر، بينما تبلغ مساحة حوضه حوالي 340 ألف كيلومتر مربع.
تعد موريتانيا ومالي الدولتين الأكثر إعتمادًا على نهر السنغال.

## تقديم منح من البنك الدولي
في 5 ديسمبر 2013 في واشنطن العاصمة، وافق مجلس المديريين التنفيذيين بالبنك الدولي آنذاك على تقديم 228.5 مليون دولار من المنح والقروض بهدف تعزيز إدارة المياه في حوض نهر السنغال وزيادة تحسين آفاق التنمية في دول الحوض

## قائمة دول الحوض
- السنغال
- مالي
- موريتانيا
- غينيا